# Monte Viglio (area sommitale)
Monte Viglio (area sommitale) este o arie protejată (arie specială de conservare — SAC, sit de importanță comunitară — SCI) din Italia întinsă pe o suprafață de 292 ha, integral pe uscat.

## Localizare
Centrul sitului Monte Viglio (area sommitale) este situat la coordonatele 41°53′46″N 13°22′29″E / 41.896111°N 13.374722°E.

## Înființare
Situl Monte Viglio (area sommitale) a fost declarat sit de importanță comunitară în iunie 1995 pentru a proteja 8 specii de animale. Situl a fost protejat și ca arie specială de conservare în decembrie 2016.

## Biodiversitate
Situată în ecoregiunea mediteraneană, aria protejată conține 6 habitate naturale: Pajiști alpine și subalpine calcaroase, Formațiuni ierboase bogate în specii de Nardus, dezvoltate pe substraturi silicioase în zone montane (și în zone submontane, în Europa continentală), Grohotișuri calcaroase și de șisturi calcaroase de la nivelul montan până la nivelul alpin (Thlaspietea rotundifolii), Pante stâncoase calcaroase cu vegetație casmofită, Pajiști alpine și boreale, Lespezi calcaroase.
La baza desemnării sitului se află mai multe specii protejate:
- păsări (5): potârnichea de stâncă (Alectoris graeca graeca), fâsă-de-câmp (Anthus campestris), șoim călător (Falco peregrinus), Pyrrhocorax pyrrhocorax, Tachymarptis melba
- mamifere (2): lupul (Canis lupus), urs brun (Ursus arctos)
- nevertebrate (1): croitorul mare al stejarului (Cerambyx cerdo)

Pe lângă speciile protejate, pe teritoriul sitului au mai fost identificate 11 specii de plante, 1 specie de păsări, 1 specie de mamifere, 2 specii de nevertebrate.